# Marlene Weingärtner
Marlene Weingärtner (ur. 30 stycznia 1980 w Heidelbergu) – niemiecka tenisistka; reprezentantka Niemiec w Pucharze Federacji; ćwierćfinalistka turniejów wielkoszlemowych w grze podwójnej. W swojej karierze wygrała jeden turniej rangi WTA w deblu.

## Finały turniejów WTA
| Legenda                | Legenda |
| ---------------------- | ------- |
| Wielki Szlem           |         |
| Igrzyska olimpijskie   |         |
| WTA Tour Championships |         |
| 1988 – 2008            |         |
| Kategoria I            |         |
| Kategoria II           |         |
| Kategoria III          |         |
| Kategoria IV           |         |
| Kategoria V            |         |

### Gra pojedyncza
| Końcowy wynik | Nr | Data             | Turniej | Nawierzchnia | Przeciwniczka        | Wynik finału |
| ------------- | -- | ---------------- | ------- | ------------ | -------------------- | ------------ |
| Finalistka    | 1. | 19 września 2004 | Bali    | Twarda       | Swietłana Kuzniecowa | 1:6, 4:6     |

### Gra podwójna
| Końcowy wynik | Nr | Data                 | Turniej    | Nawierzchnia | Partnerka            | Przeciwniczki                            | Wynik finału  |
| ------------- | -- | -------------------- | ---------- | ------------ | -------------------- | ---------------------------------------- | ------------- |
| Finalistka    | 1. | 9 stycznia 1999      | Auckland   | Twarda       | Seda Noorlander      | Silvia Farina Barbara Schett             | 2:6, 6:7      |
| Finalistka    | 2. | 22 maja 1999         | Madryt     | Ceglana      | María-Fernanda Landa | Virginia Ruano Pascual Paola Suárez      | 2:6, 6:0, 0:6 |
| Finalistka    | 3. | 26 października 2003 | Luksemburg | Twarda       | Ołena Tatarkowa      | Marija Szarapowa Tamarine Tanasugarn     | 1:6, 4:6      |
| Zwyciężczyni  | 1. | 22 sierpnia 2004     | Cicinnati  | Twarda       | Jill Craybas         | Emmanuelle Gagliardi Anna-Lena Grönefeld | 7:5, 7:6      |
| Finalistka    | 4. | 31 października 2004 | Luksemburg | Twarda       | Jill Craybas         | Virginia Ruano Pascual Paola Suárez      | 1:6, 7:6, 3:6 |
| Finalistka    | 5. | 21 maja 2005         | Strasburg  | Ceglana      | Marta Domachowska    | Andreea Vanc Rosa Andrés Rodríguez       | 3:6, 1:6      |

## Finały juniorskich turniejów wielkoszlemowych

### Gra pojedyncza (3)
| Końcowy wynik | Rok  | Turniej         | Nawierzchnia | Przeciwniczka    | Wynik finału |
| Finalistka    | 1995 | French Open     | Ceglana      | Amélie Cocheteux | 5:7, 4:6     |
| Finalistka    | 1996 | US Open         | Twarda       | Mirjana Lučić    | 2:6, 1:6     |
| Finalistka    | 1997 | Australian Open | Twarda       | Mirjana Lučić    | 2:6, 2:6     |